# Кесккюла (Мартна)
Ке́сккюла  (ест. Keskküla) — село в Естонії, у волості Ляене-Ніґула повіту Ляенемаа.

## Населення
Чисельність населення на 31 грудня 2011 року становила 13 осіб.

## Географія
Поблизу села проходить автошлях 10 (Рісті — Віртсу — Куйвасту — Курессааре).
На південь від населеного пункту лежить село Казарі.

## Історія
З 1998 року село відновлено як окремий населений пункт.
До 21 жовтня 2017 року село входило до складу волості Мартна.